# آرامگاه گوانگ‌گه‌تو بزرگ
آرامگاه گوانگ‌گه‌تو بزرگ، همچنین شناخته شده با نام آرامگاه ته‌وانگ‌نونگ، (کره‌ای: 태왕릉) اعتقاد بر این است که آرامگاه گوانگ‌گه‌تو بزرگ، نوزدهمین امپراتور گوگوریو است. این آرامگاه در حفاری‌ای در سال ۱۹۱۳ کشف شد. این آرامگاه اندازه‌ای بسیار بزرگ دارد. نظریه‌های مختلفی از صاحب آرامگاه وجود دارد، اما نزدیک‌ترین نظریه امپراتور گوانگ‌گه‌تو بزرگ است. این نام از جایی که حکاکی شده است، گرفته شده است. همچنین، در سال ۱۹۶۶، هنگامی که چین بررسی آرامگاه‌های گوگوریو را انجام داد، آن را آرامگاه شماره ۵۴۱ اوسانها (JYM0541) نامگذاری کرد. در بیست و هشتمین کمیته میراث جهانی که در ۱ ژوئیه ۲۰۰۴ در سوژو، چین برگزار شد، این مکان به عنوان میراث جهانی یونسکو با نام پایتخت و گورستان پادشاهی باستانی گوگوریو، به همراه تقریباً ۱۰٬۰۰۰ آرامگاه و محل پایتخت گوگوریو واقع در منطقه اطراف، ثبت شده است.

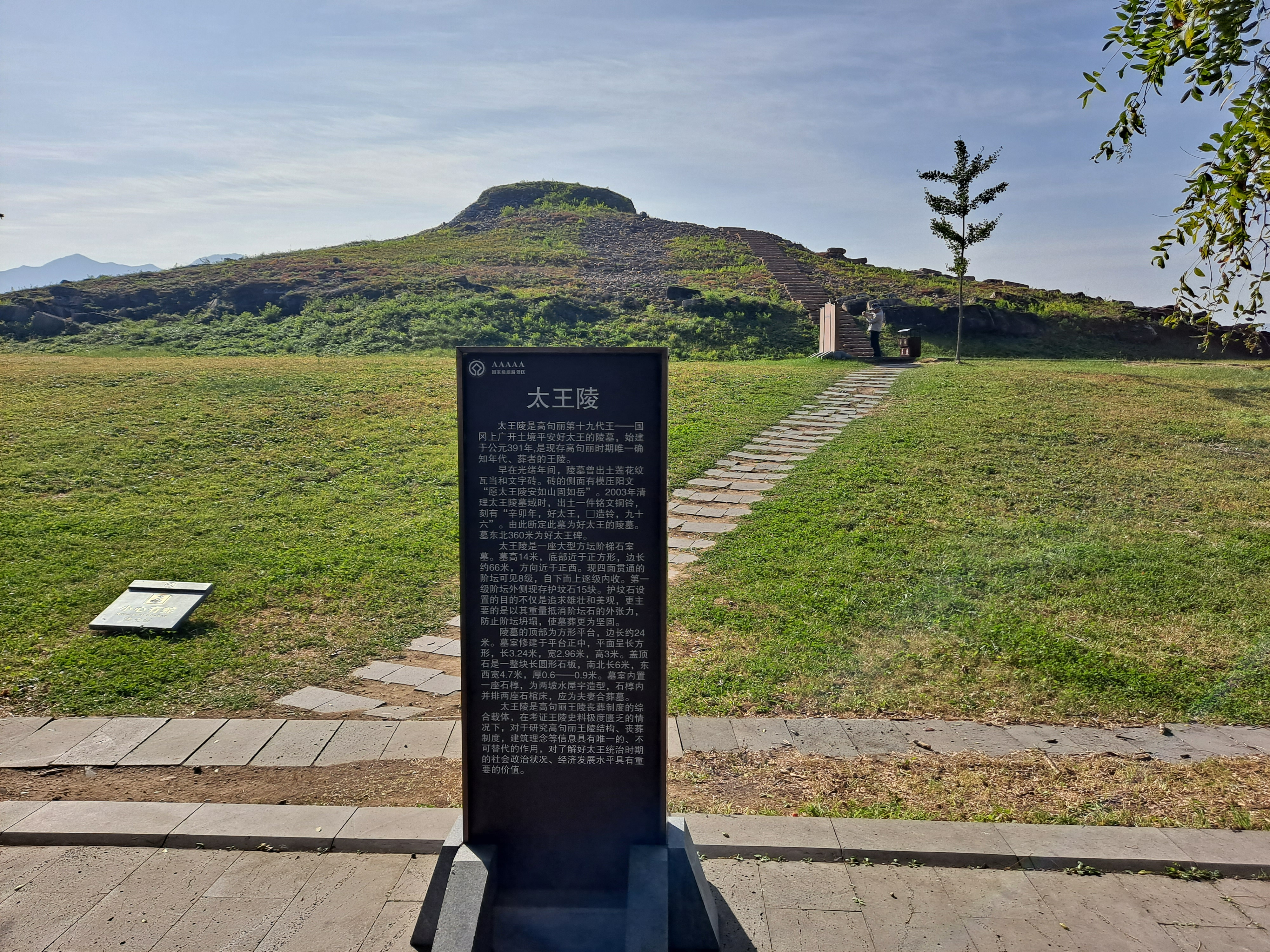
آرامگاه امپراتور گوانگ‌گه‌تو بزرگ

## ساختار آرامگاه
همان‌طور که از نامش پیداست، ته‌وانگ‌نونگ از اندازه بسیار بزرگی برخوردار است. سنگ قبرهایی مشخص هستند ته‌وانگ‌نونگ را نگه داشته‌اند. با این حال، برخلاف آرامگاه جانگون که تا به امروز نسبتاً دست نخورده باقی مانده است، ته‌وانگ‌نونگ به شدت آسیب دیده و مدت‌هاست که شکل اولیه خود را از دست داده است. این آرامگاه در ابتدا مانند آرامگاه جانگون به شکل هرم بود. اگر دست نخورده باقی می‌ماند، شاید توجه بیشتری نسبت به آرامگاه جانگون به خود جلب می‌کرد.
فضای داخلی آرامگاه با یک محفظه سنگی، درست مانند آرامگاه ژنرال، ساخته شده است و با توجه به دو سکوی تابوت که تابوت‌ها روی آنها قرار گرفته‌اند، می‌توان دریافت که این یک آرامگاه مشترک بوده است. منطقه‌ای که تابوت‌ها در آن قرار دارند در حال حاضر با شیشه مسدود شده و دسترسی به آن امکان‌پذیر نیست، اما در برهه‌ای از زمان، فرهنگ قرار دادن پول از طریق شیشه توسعه یافت.
وقتی در سال ۱۹۹۰ مطالعه‌ای در چین انجام شد، یک اتاق سنگی (اتاق تابوت سنگی) با سقف شیروانی در یک اتاق سنگی کشف شد. نقاشی‌ای اتاق سنگی مرمت‌شده را نشان می‌دهد. فرض بر این است که هنگام ساخت اتاقک سنگی، یک اتاقک سنگی از آن نوع ساخته شده و تابوت درون آن قرار گرفته است.

## صاحب آرامگاه
با گذشت سال‌های زیادی، بحث شدیدی در مورد اینکه صاحب آرامگاه و همچنین آرامگاه ژنرال چه کسی است، در جریان است. نظریه‌های مطرح‌شده شامل نظریه پادشاه سوسوریم، نظریه پادشاه گوانگ‌گه‌تو و نظریه پادشاه گوگوک‌یانگ است. یک بررسی جامع در حال انجام است، از جمله شناسایی از طریق عنوان سلطنتی هر مکان، شناسایی از طریق کاشی‌های سقف و آثار باستانی کشف شده. موضعی که از نظریه گوانگ‌گه‌تو بزرگ حمایت می‌کند، این احتمال را مطرح می‌کند که این آرامگاه، آرامگاهِ گوانگ‌گه‌تو بزرگ است، زیرا ستون یادبود گوانگ‌گه‌تو در فاصله نه چندان دوری از آرامگاه سلطنتی امپراتور بزرگ گوانگ‌گه‌تو قرار دارد. با این حال، یک استدلال مخالف وجود دارد مبنی بر اینکه جهت آرامگاه و جهت ستون یادبود گوانگ‌گه‌تو کاملاً مخالف یکدیگر هستند.
طرح طبقه همان‌طور، جهت ورودی محفظه سنگی آرامگاه پادشاه ته‌وانگ و جهت جلوی ستون یادبود گوانگ‌گه‌تو با هم مطابقت ندارند. ستون یادبود گوانگ‌گه‌تو یک بنای سنگی است که دستاوردهای پادشاه گوانگ‌گه‌تو بر روی آن حک شده است؛ بنابراین، اگر مقبره پادشاه ته‌وانگ، آرامگاه پادشاه گوانگ‌گه‌تو باشد و ستون یادبود گوانگ‌گه‌تو واقعاً سنگ آرامگاه آن آرامگاه باشد، پس هنگام نگاه کردن به آرامگاه از جلو، بنای سنگی باید در جلوی آرامگاه ساخته شود. با این حال، قرار گرفتن آرامگاه و بنای سنگی در جهات تقریباً مخالف غیرمعمول است.
در همین حال، زنگ برنزی کشف شده از حفاری ته‌وانگ‌نونگ توجه را به خود جلب کرد زیرا عبارت "辛卯年好大[太]王陵造鈴九十六" (سال سین‌میو هودائه[تی]وانگ‌نونگ‌جو-ریونگ ۹۶) بر روی آن حک شده بود. با این حال، هنوز بحثی در این مورد وجود دارد زیرا دیدگاه‌هایی وجود دارد که سال سین‌میو را ۳۹۱، زمان سلطنت گوانگ‌گه‌تو بزرگ (نظریه گگوک‌یانگ) یا ۴۵۱، زمان سلطنت پادشاه جانگسو (نظریه پادشاه گوانگ‌تو بزرک) تعیین می‌کنند. به‌طور خاص، زنگ برنزی از داخل یک محفظه سنگی کشف نشده است و باستان‌شناسی "شرایط کاوش" را مهم می‌داند؛ بنابراین، یک محدودیت نیز وجود دارد و آن این است که از دیدگاه باستان‌شناسی تعیین اینکه آیا این زنگ همزمان با ته‌وانگ‌نونگ ساخته شده یا بعد از آن، دشوار است.

## دیگر
نقشه‌های گوگل مکان ته‌وانگ‌نونگ را متفاوت از مکان واقعی نشان می‌دهند. ته‌وانگ‌نونگ روی یک خط‌الرأس عجیب شالیزار مشخص شده است، اما در واقع، برای دیدن مکان واقعی باید به صورت مورب به سمت چپ پایین رفت.